# 惠利維爾 (馬里蘭州)
惠利維爾（英語：Whaleyville）是位於美國馬里蘭州烏斯特縣的一個普查規定居民點。

## 人口
根據2020年美國人口普查的數據，惠利維爾的面積為2.63平方千米，當中陸地面積為2.63平方千米，而水域面積為0.00平方千米。當地共有人口192人，而人口密度為每平方千米73人。